# Leonie Fiebig
Leonie Fiebig (née le 24 mai 1990 à Minden) est une bobeuse allemande.

## Biographie
Elle a commencé le bobsleigh à l'automne 2016 et a fait ses débuts en Coupe du monde comme freineuse deux ans plus tard. Fin 2020, elle enregistre ses premières victoires en Coupe du monde avec Laura Nolte et Stephanie Schneider.

## Palmarès

### Championnats monde
- : médaillé d'or en bob à 2 aux championnats du monde de 2023.
- : médaillé d'argent en bob à 2 aux championnats du monde de 2025.
- : médaillé de bronze en bob à 2 aux championnats du monde de 2024.

### Coupe du monde
- 24 podiums  : 
  - en bob à 2 : 9 victoires, 8 deuxièmes places et 7 troisièmes places.

#### Détails des victoires
| Édition   | Monobob | Bob à 2                         | Total |
| 2020-2021 |         | Sigulda Innsbruck Saint-Moritz  | 3     |
| 2021-2022 |         | Innsbruck                       | 1     |
| 2022-2023 |         | Park City                       | 1     |
| 2023-2024 |         | Lillehammer Sigulda Lake Placid | 3     |
| 2024-2025 |         | Saint-Moritz                    | 1     |